# Pisavaara
Pisavaara är en kulle i Finland.   Den ligger i den ekonomiska regionen  Rovaniemi ekonomiska region  och landskapet Lappland, i den norra delen av landet, 700 km norr om huvudstaden Helsingfors. Toppen på Pisavaara är 230 meter över havet.
Terrängen runt Pisavaara är huvudsakligen platt. Runt Pisavaara är det mycket glesbefolkat, med 2 invånare per kvadratkilometer.